# گاو گوشتی

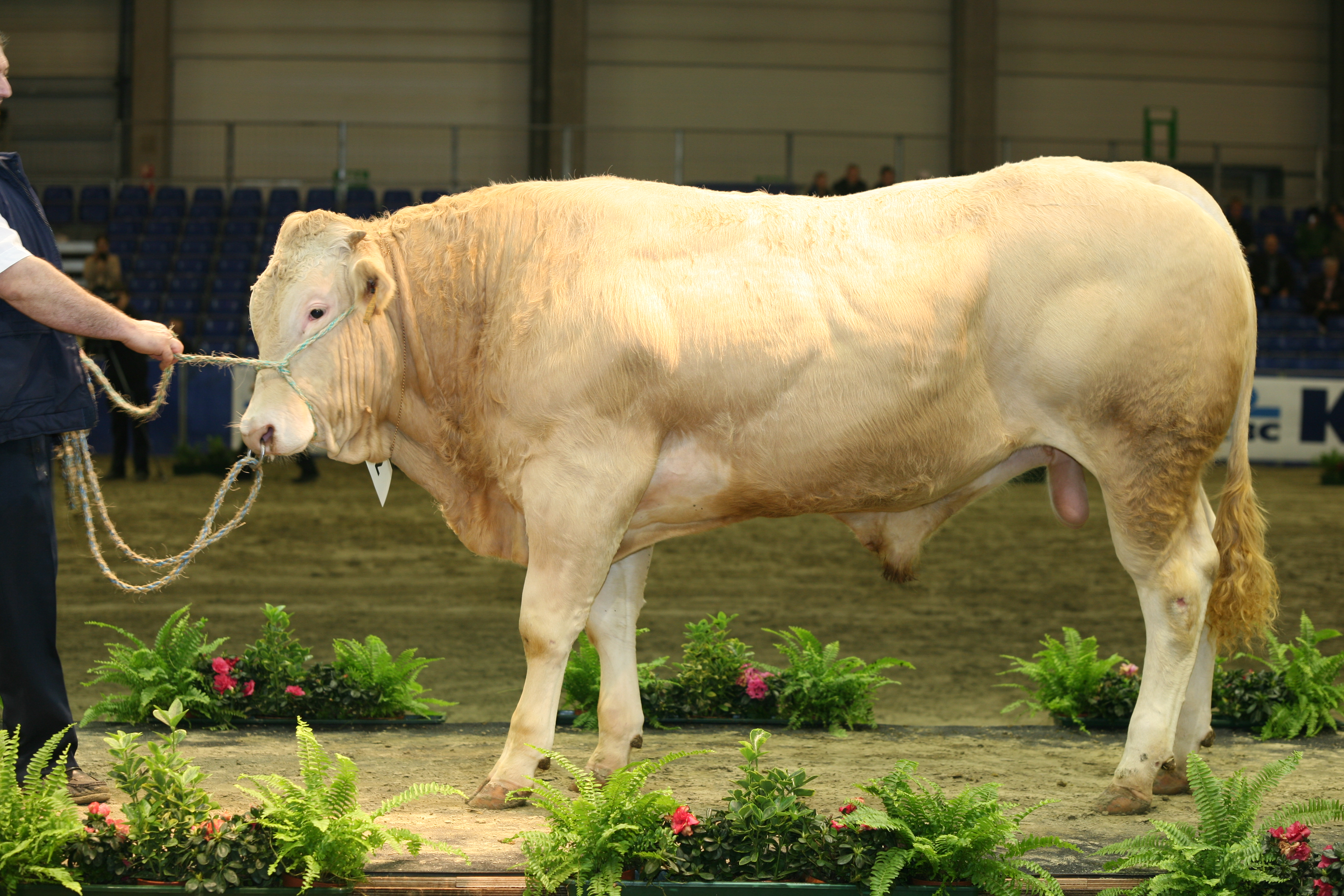
یک گاو نر جوان از نژاد Blonde d'Aquitaine.

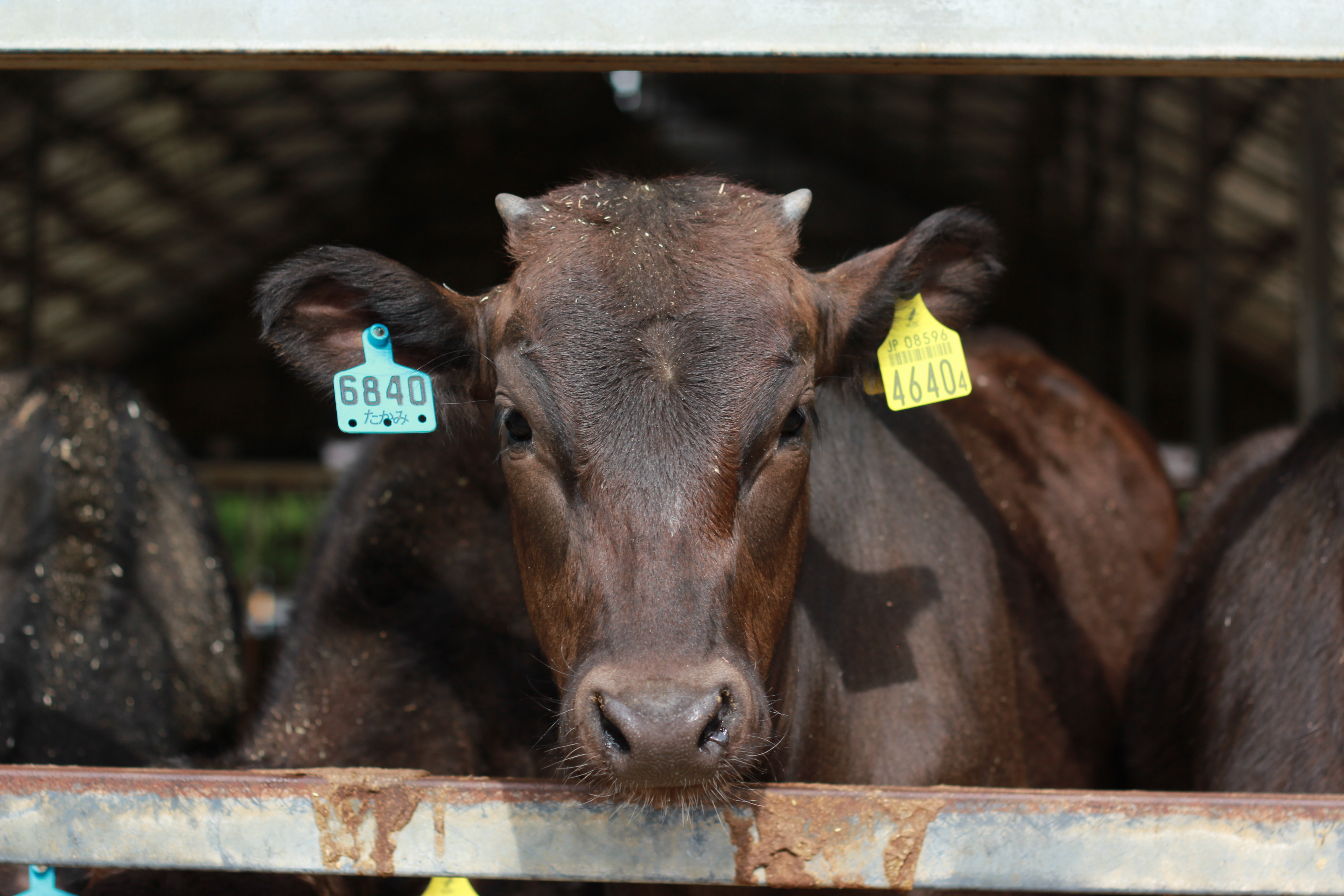
گاو نر wagyu ژاپنی در مزرعه ای در شمال کوبه

گاو گوشتی به دامی از جنس گاو گفته می‌شود که برای تولید گوشت پرورش داده می‌شود (برخلاف گاو شیری که با هدف تولید شیر نگه داری و پرورش داده می‌شود). گوشت گاوهای بالغ یا تقریباً بالغ را بیشتر با نام گوشت گاو (یا گوشت گوساله) می‌شناسند. در تولید گوشت گاو سه مرحله اصلی وجود دارد: تکثیر (زایمان)، رشد و پرواربندی. حیواناتی که برای خوراک دام پرورش نمی‌یابند معمولاً ماده هستند. در حالی که استفاده اصلی از گاو گوشتی، تولید گوشت است، سایر موارد استفاده شامل چرم و محصولات جانبی گوشت گاو می‌شود که در تولید آب نبات، شامپو، مواد آرایشی، انسولین و افشانه کاربرد دارند.

## انواع نژاد گاو گوشتی
در زیر نام برخی از معروف‌ترین نژادهای گاو گوشتی آورده شده است.
| نام نژاد       | نام لاتین          |
| -------------- | ------------------ |
| آنگوس سیاه     | Black Angus        |
| شاروله         | Charolais          |
| سمینتال        | Simmental          |
| هرفورد         | Hereford           |
| آنگوس قرمز     | Red Angus          |
| لانگهورن تگزاس | Texas Longhorn     |
| گلبفی          | Gelbvieh           |
| لیموزین        | Limousin           |
| هایلند         | Highland           |
| براهمن         | Brahman            |
| شورت هورن      | Shorthorn          |
| برانگوس        | Brangus            |
| دوون           | Devon              |
| درات ماستر     | Droughtmaster      |
| بلمونت قرمز    | Belmont Red        |
| چیانینا        | Chianina           |
| بیف مستر       | Beef Master        |
| پیمونتز        | Piedmontese        |
| انکول واتوسی   | Ankole-Watusi      |
| بارزونا        | Barzona            |
| کراکر فلوریدا  | Florida Cracker    |
| گاو سیستانی    | Bos taurus indicus |

## زایش و پرورش
علاوه بر تولید مثل برای تأمین تقاضا برای تولید گوشت گاو، صاحبان همچنین از پرورش انتخابی برای دستیابی به صفات خاص در گاوهای گوشتی خود استفاده می‌کنند. نمونه ای از ویژگی‌های مورد نظر می‌تواند گوشت لاغرتر یا مقاومت در برابر بیماری باشد. نژادهایی که به دومنظوره معروف هستند، برای تولید گوشت گاو نیز استفاده می‌شوند. این نژادها به‌طور همزمان برای دو منظور انتخاب شده‌اند، مانند تولید گوشت و لبنیات، یا تولید گوشت و کار در مزرعه. نژادهای دو منظوره شامل بسیاری از نژادهای کوهان دار هندی می‌شود. نژادهای قاره ای متعددی وجود دارند که برای این منظور نیز پرورش داده شده‌اند. نمونه اصلی Simmental / Fleckvieh از سوئیس نمونه بارز آن است. آنها نه تنها یک نژاد دو منظوره برای گوشت گاو و لبنیات هستند، بلکه در گذشته از آنها برای کار در زمین‌های کشاورزی نیز استفاده می‌شد. با این حال، در طول نسل‌ها، نژاد از طریق پرورش انتخابی به دو گروه تقسیم شده‌اند.
بیشتر گاوهای گوشتی به‌طور طبیعی جفت می‌شوند. بدین ترتیب گاو نر تقریباً ۵۵ روز پس از دوره زایمان به یک گاو ماده نزدیک می‌شود، بسته به امتیاز بدنی گاوها (BCS). اگر اولین بار زایمان گاو باشد، تولید مجدد او حداقل ۱۰ روز بیشتر طول می‌کشد. با این حال، گاوهای گوشتی همچنین می‌توانند از راه تلقیح مصنوعی بسته به نوع گاو و اندازه گله، پرورش داده شوند. گاوها به‌طور معمول در طول تابستان پرورش داده می‌شوند تا زایمان در بهار سال بعد اتفاق بیفتد. با این حال، پرورش گاو می‌تواند در سایر مواقع سال اتفاق بیفتد. بسته به عمل، زایمان ممکن است در تمام طول سال اتفاق بیفتد. مالکان می‌توانند زمان تولید مثل را بر اساس عوامل مختلفی از جمله عملکرد تولید مثل، قیمت گذاری فصلی گاو و امکانات جابجایی انتخاب کنند.
فاکتورهای زیادی وجود دارد که هنگام انتخاب گاو نر، به کار می‌آیند. برخی از مهم‌ترین عوامل، عامل پیشگیری / شیوع بیماری است. خرید گاو نر که از نظر بیماریهای رایج مورد آزمایش قرار نگرفته باشد یک خطر است. معاینه صدا برای تولید صدا یا BSE برای کیفیت هر گاو نر ضروری است، یک معاینه عمومی و بازرسی از اندام‌های تناسلی و بهره‌وری آنها انجام می‌گیرد.

## نگهداری گاو
از گاوداران انتظار می‌رود که برای گله‌های خود محیطی فراهم کنند که از نظر ایمنی، سلامتی، آسایش، تغذیه و رفتار انسانی با تنش کمتری روبرو شوند. طبق نظر «شورای مراقبت از حیوانات دامداری ملی کانادا»، گاوهای گوشتی باید برای مراقبت از آب و هوای شدید دارای سرپناه باشند؛ حمل و نقل و تجهیزات نگه داری ایمن داشته باشند، مراقبت‌های دامپزشکی و کشتار انسانی به پناهگاه دسترسی داشته باشند. اگر حیوانی آلوده یا مشکوک به بیماری باشد، مسئولیت مالکان آن است که فوراً آن را برای معالجه یا اتانازی به دامپزشک معالج گزارش دهند. بسته به عوامل زیادی (فصل، نوع سیستم تولید، تراکم ذخیره‌سازی و غیره)، بیماری و بیماری می‌توانند به سرعت از طریق گله از حیوان به حیوان دیگر منتقل شوند. از مالکان انتظار می‌رود که به‌طور منظم وضعیت گاوهای خود را برای تشخیص و معالجه زودهنگام کنترل کنند، زیرا برخی از بیماری‌های گاو می‌تواند سلامت دام و انسان را تهدید کند (معروف به ژئونوز) همان‌طور که در خصوص بیماری جنون گاوی و سل چنین مواردی مشاهده شده است..
گاوها به‌طور متوسط روزانه به ۱٫۴ تا ۴٪ از وزن بدن خود، غذا مصرف می‌کنند. انواع مختلفی از خوراک برای این حیوانات در دسترس است.
بعضی از حیوانات کل زندگی خود را در مرتع زندگی می‌کنند و بنابراین فقط چمن تازه را تجربه می‌کنند، اینها معمولاً گاوهای مناطق گرمسیری هستند. گوساله‌ها و حیوانات خوراک دام دارای رژیم غذایی متفاوتی هستند که حاوی دانه بیشتری نسبت به نوع مرتع هستند. دانه گران‌تر از مرتع است اما حیوانات با مقادیر بالاتر پروتئین و سریعتر رشد می‌کنند. از آنجا که گاو جزو گیاهخواران است، در رژیم غذایی خود نیازه به علوفه، یونجه خشک و / یا سیلاژ دارد.

## فرآوری گاو
گاو زنده با وزن ۱٬۰۰۰ پوند (۴۵۰ کیلوگرم) ۶۱۵ پوند (۲۷۹ کیلوگرم)، تولید خواهد کرد. سپس لاشه را بین یک تا چهار هفته در یک اتاق سرد آویزان می‌کنند و در این مدت با خشک شدن آب گوشت، مقداری وزن کم می‌کند. سپس توسط قصابی یا بخش بسته‌بندی، گوشت برش داده می‌شود و هر لاشه حدود ۴۳۰ پوند (۲۰۰ کیلوگرم) گوشت گاو تولید می‌کند.